# نداء جنوب إفريقيا
نداء جنوب إفريقيا (بالأفريقانية: Die Stem van Suid-Afrika)‏ كان النشيد الوطني لجنوب إفريقيا في الفترة من 1957 إلى 1994، ونشيداً مشتركاً مع النشيد الوطني «الرب يبارك إفريقيا» من 1994 إلى 1997، عندما تم اعتماد أغنية هجينة جديدة تتضمن عناصر من كلا النشيدين كنشيد وطني جديد للبلاد.

## وصلات خارجية
- Instrumental MIDI rendition